# Église Saint-Jacques de Stockholm
L'église Saint-Jacques (en suédois : Sankt Jacobs kyrka) est une église luthérienne située dans le quartier de Norrmalm à Stockholm en Suède

## Description
L'église dédiée à Jacques de Zébédée est au centre de la capitale suédoise, entourée du parc populaire Kungsträdgården, de l'Opéra royal, de la place Gustav Adolfs torg, elle est à proximité de Sergels torg, du Palais royal et du bâtiment gouvernemental Rosenbad.

## Architecture
La construction de l'église a commencé dans les années 1580, mais en raison de divers retards, elle n'a été achevée qu'environ 60 ans plus tard et n'a été inaugurée qu'en 1643, lors du premier dimanche de l'Avent.
La construction de l'église a donc été longue et de ce fait elle présente une grande diversité de styles architecturaux, tels que le style gothique, le style Renaissance et le style baroque.
L'édifice s'inspire des plans de plusieurs architectes au fil des siècles : Willem Boy (1580-1593), Hans Ferster (1635-1643), Göran Joshuae Adelcrantz et Carl Hårleman (1723-1735), Carl Möller et Agi Lindegren (1893-1894).

## Galerie

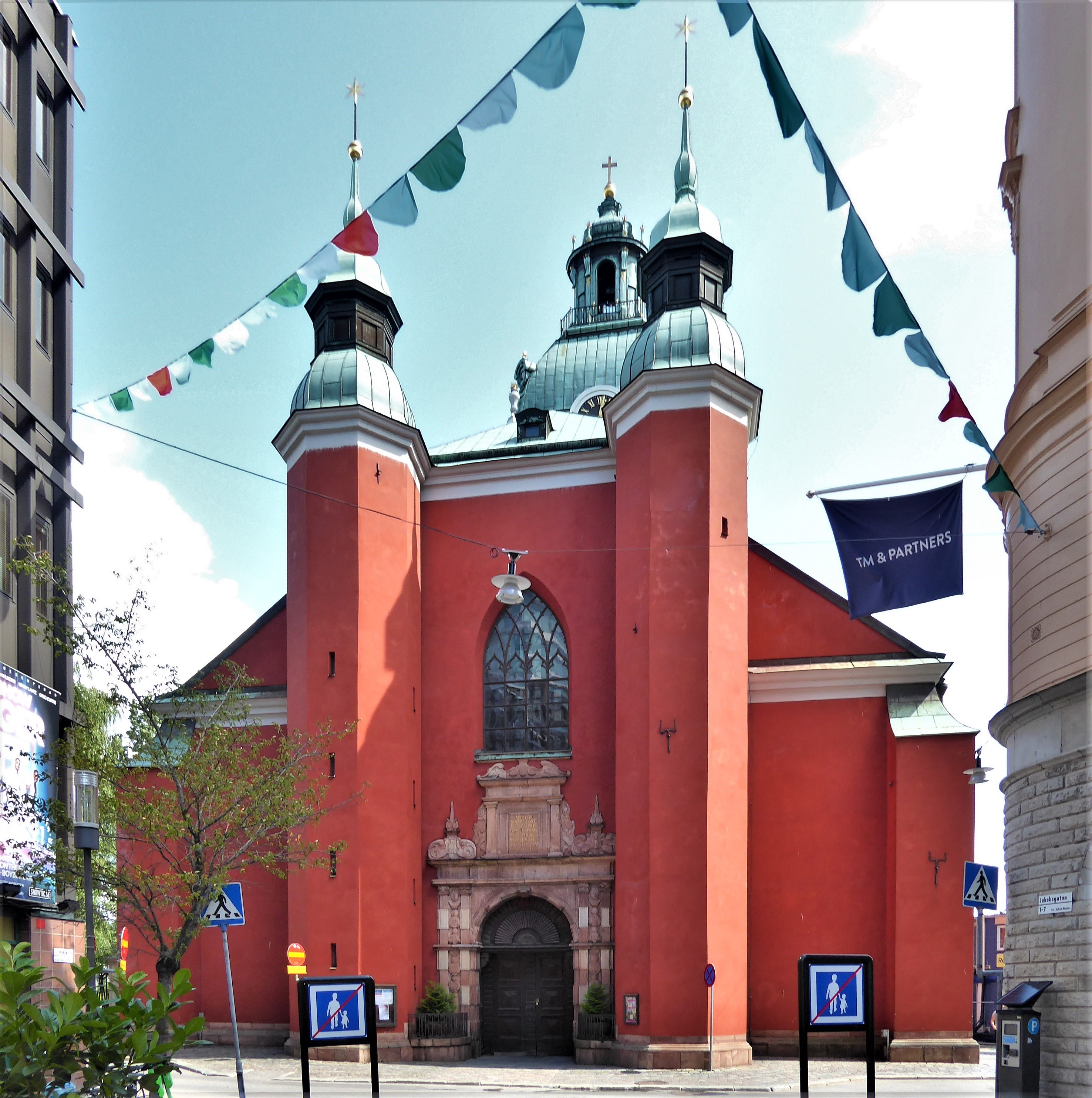
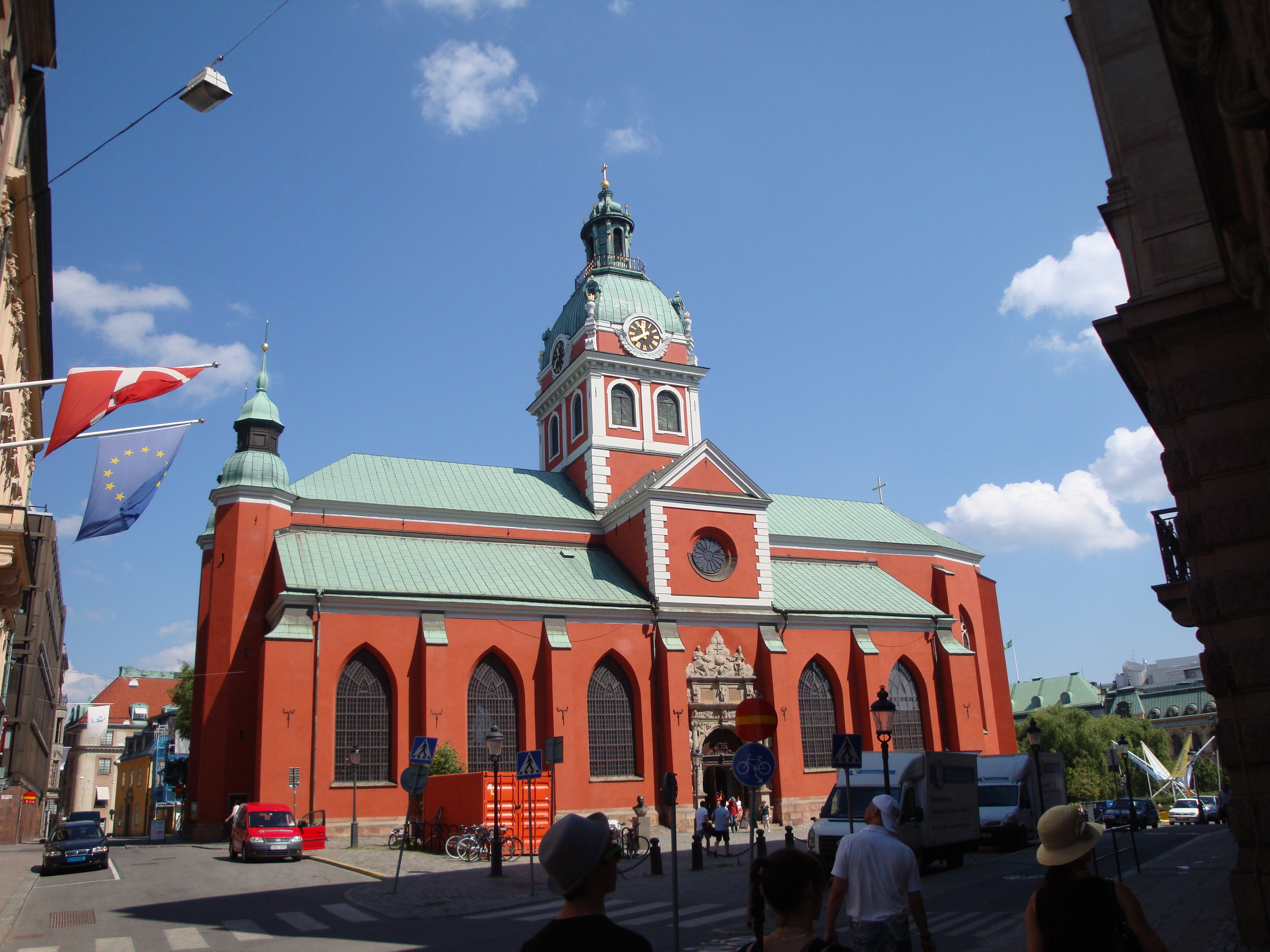
Facade sud.
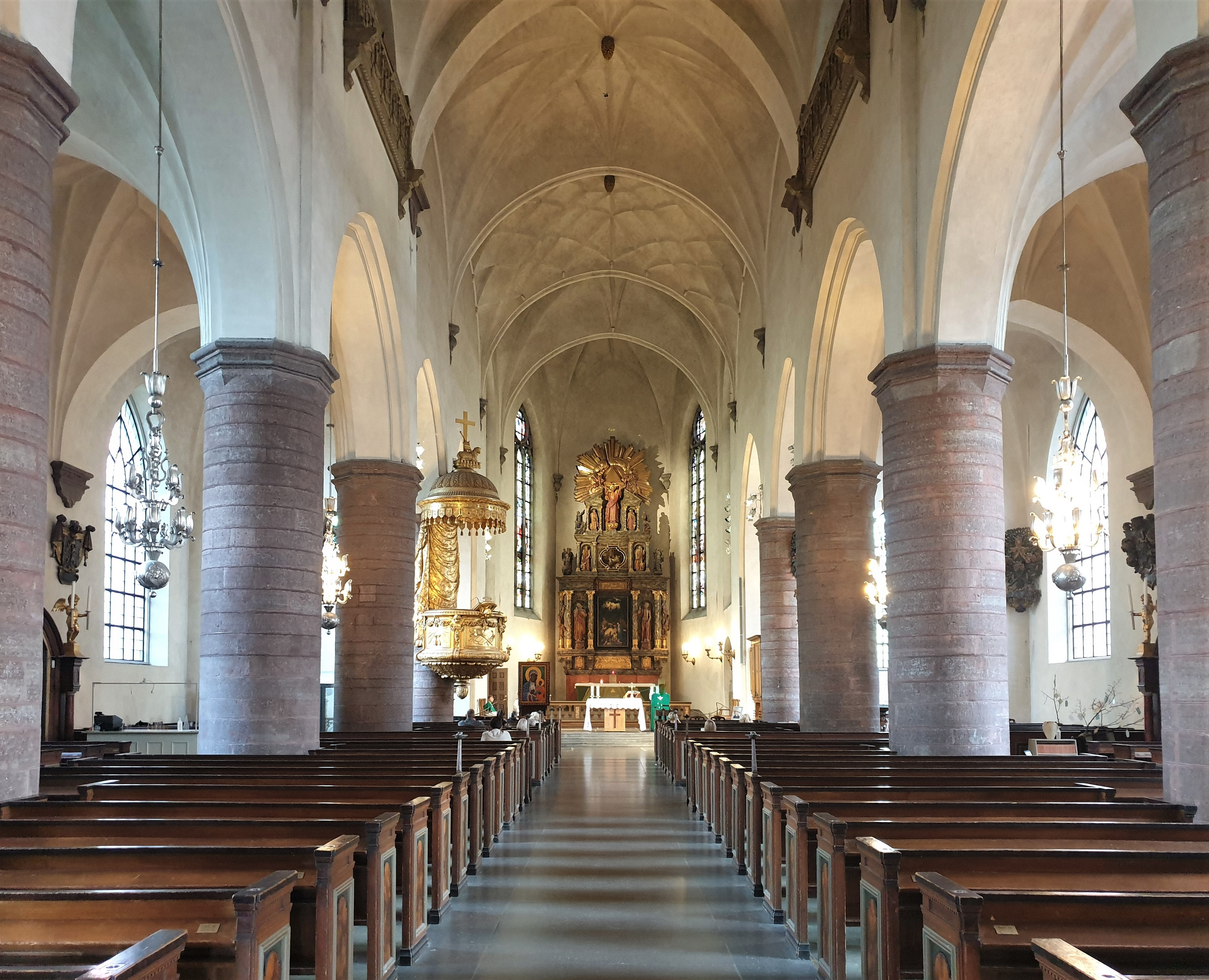
Vue vers l'autel.
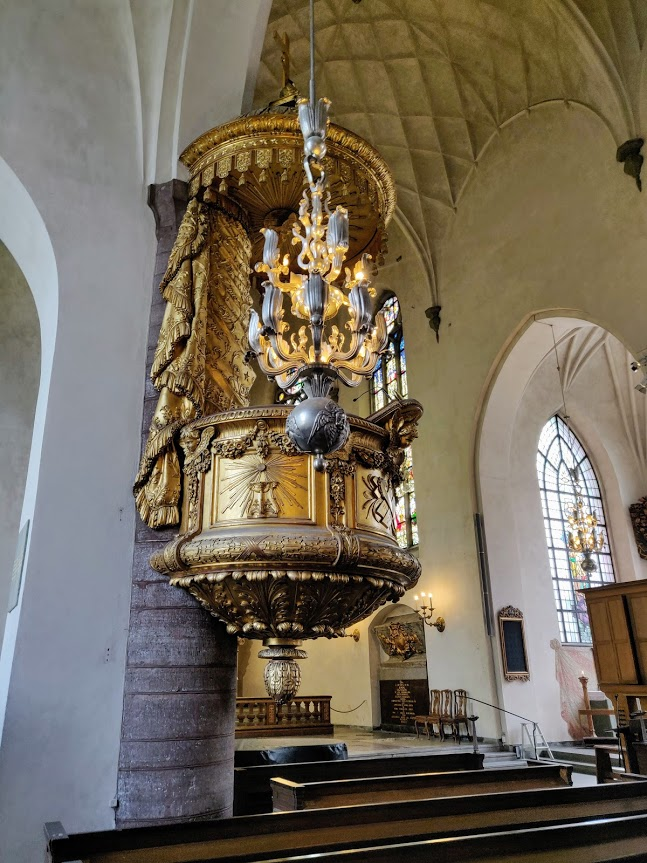
Chaire.
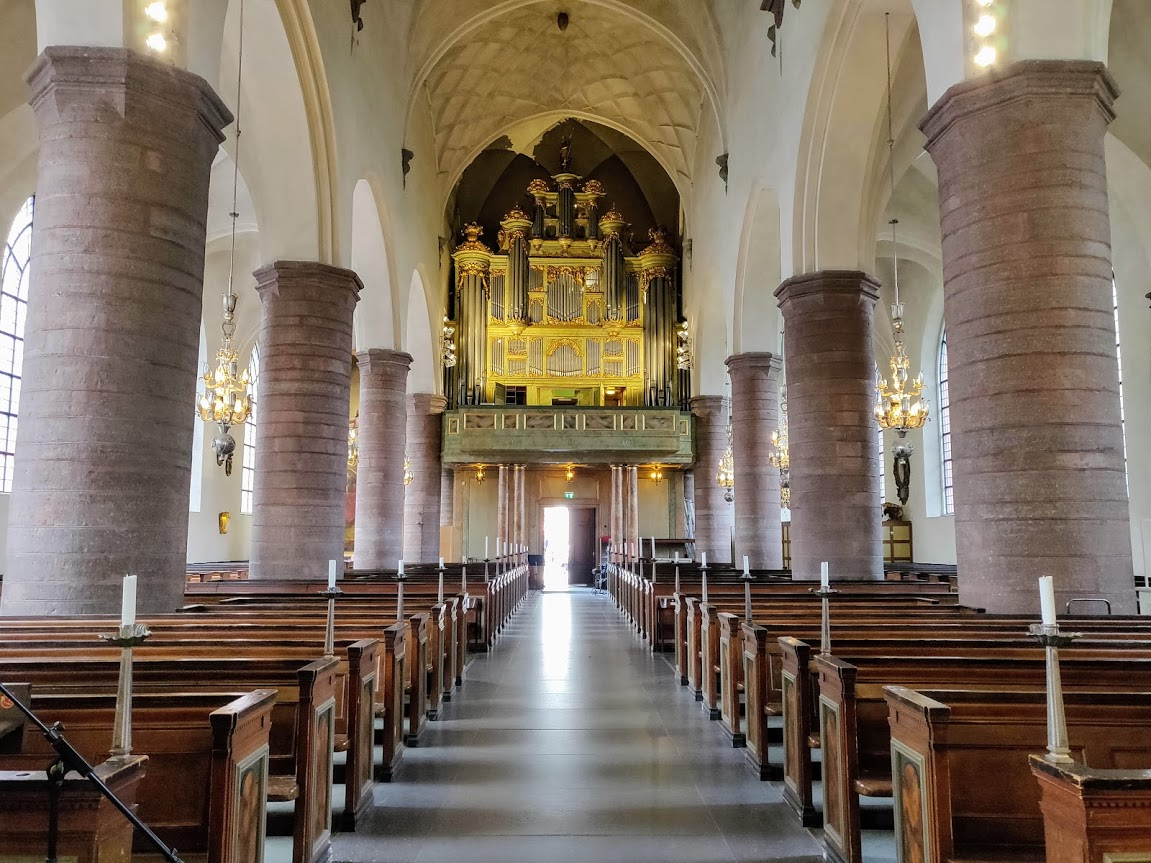
L'orgue.